# Planchonella firma
Planchonella firma là một loài thực vật có hoa trong họ Hồng xiêm. Loài này được (Miq.) Dubard miêu tả khoa học đầu tiên năm 1912.